# Friberg
Адам Фриберг (швед. Adam Friberg, род. 19 октября 1991, Швеция) — киберспортсмен, играющий под никнеймом «friberg». До перехода в CS:GO продолжительное время выступал в различных шведских командах по Counter-Strike: Source.

## Карьера

### Counter-Strike
Фриберг начал свою профессиональную карьеру в киберспорте в 2009 году, играя на Games4u.se в Counter-Strike: Source.

### Counter-Strike: Global Offensive
После игры с несколькими командами с 2010 по 2012 год, Фриберг подписал контракт с Ninjas in Pyjamas. За время работы с командой он помог им продолжить рекордную серию побед на 87 картах на LAN-турнирах, и забрал домой главный трофей с ESL One Cologne 2014. 1 июля 2017 года Фриберг расстался с командой.
В начале декабря 2015 года был запасным игроком команды Vegetables Esports Club по Dota 2 при регистрации на очередной major от Valve. 
В августе 2017 года Фриберг подписал контракт с OpTic Gaming.
Фриберг подписал контракт с командой Heroic в мае 2018 года.
За 18 месяцев, проведенных в команде, он выиграл несколько турниров, в том числе GG.Bet Sydney Invitational в марте и TOYOTA Master CS:GO Bangkok в ноябре 2018 года, так же помог команде попасть в топ 15 лучших команд по версии HLTV.org. В августе 2019 года покинул коллектив.
В январе 2020 года, Фриберг вместе с Патриком «f0rest» Линдбергом, Ричардом «Xizt» Ландстрёмом и Кристофером «GeT_RiGhT» Олесундом подписали контракт с Team Dignitas, воссоединив бывшую команду NiP, кроме Робина «Fifflaren» Йоханссона, который уже завершил карьеру.

## Товары
В октябре 2015 года NiP в сотрудничестве с Alvesta Glass выпустили мороженое в честь Фриберга под названием «King Of Banana», ссылаясь на его прозвище «король» определённой части на карте CS:GO (de_inferno) под названием «Банан».